# Цуркан Андрій
Андрій Цуркан (6 жовтня 1977, Луганськ) — український боксер-професіонал. Професійну кар'єру почав 6 листопада 1999 року. Чемпіон NABF у першій середній категорії (2006–2007)